# Винник Віктор Богданович
Віктор Винник (нар. 19 вересня 1976, м. Сколе Львівської області) — український музикант, вокаліст, лідер рок-гурту «МЕРІ».

## Біографія
На момент народження батьки (Богдан Винник і Надія Винник, до шлюбу Пероганич) проживали у селі Сможе.
З 1978 до 1980 проживав разом з батьками (обоє — уродженці села Сможе Сколівського району Львівської області) у селі Газ-Сале Ямало-Ненецького автономного округу на півночі Росії. Пізніше сім'я повернулась в Україну, у місто Стебник, а з 1984 року — у Трускавець.
У 1993 закінчив школу у Трускавці. У старших класах цікавився фотографією, у 1990—1993 відвідував фотогурток. Також закінчив художню школу.
З 1993 до 1998 навчався на художньому факультеті Прикарпатського національного університету імені Василя Стефаника в Івано-Франківську. Протягом усього періоду навчання в університеті займався народними танцями, а також був гітаристом у вокально-інструментальному ансамблі при Івано-Франківській державній медичній академії.
У 1996, будучи студентом, заснував гурт «МЕРІ».
Після закінчення університету, з 1998 до 2001 року, працював вчителем креслення в середній загальноосвітній школі в селі Уличне Дрогобицького району Львівської області
У 1998—2003 — як гітарист та автор пісень співпрацює з гуртом «НеМо».

## Творчість
У 2003 році Віктор Винник залишив гурт «НеМо», щоб повністю зосередитися на творчості власної групи «МЕРІ». Зараз цей авторський проект має назву «Віктор Винник і «МЕРІ».
За час свого існування група Віктора Винника «МЕРІ» видала п'ять студійних альбомів: «Мерідіани» (2007), «Війни в прямому ефірі» (2010), «Кулями любов…» (2014), «Я z України» (2016) та «Снайпери-Амури» (2020). 
Віктор Винник є автором текстів і музики до всіх пісень групи «МЕРІ», за виключенням пісні «Колір чорний» (слова Степана Руданського) з альбому «Я z України», а також пісні «Біла ріка» (слова та музика написані у співавторстві з Остапом Канакою) з альбому «Кулями любов…».

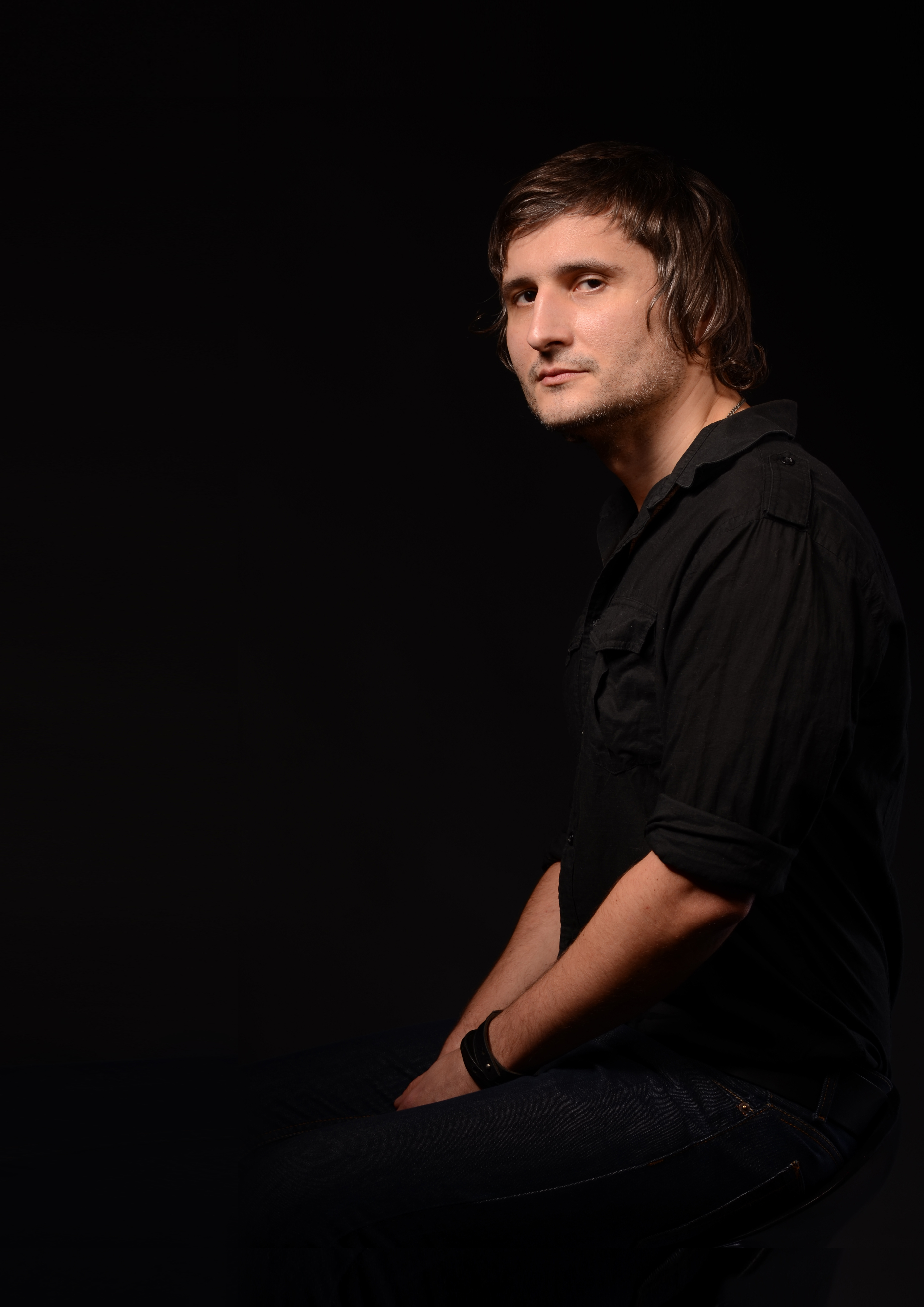
Віктор Винник. 2016 рік

На пісні Віктора Винника і групи «МЕРІ» з 1999 по 2018 рр. було відзнято 23 кліпи. У різні роки Віктор співпрацював з такими режисерами як Олег Бачинський, Віктор Скуратовський, Сергій Ткаченко, Віталій Костишин та інші. З 2016 року «МЕРІ» працює з відомим українським кліпмейкером Владом Разіховським.
Серед закордонних концертів Віктора Винника і «МЕРІ» були виступи у США (2007), Італії (2010), Польщі та Латвії (2013—2015), Великій Британії (2016) та інші.
У 2013 році взяв участь у проекті «Казки під подушку» від радіо «Львівська хвиля» і «Видавництва Старого Лева». В рамках цього проекту сім музикантів і радіоведучих, серед яких Віктор Винник, Кузьма «Скрябін», Віктор Бронюк («ТіК») та інші, написали казки для дітей про різдвяну пору.
У травні 2017 року Віктор Винник взяв участь у зйомках кліпу на його власну пісню «Наш кордон», яку він виконує разом з боксером, абсолютним чемпіоном світу у першій важкій вазі Олександром Усиком і стронгменом, володарем титулу «Найсильніша людина світу» Василем Вірастюком. В основу відеороботи покладено реальні історії: захист блокпосту «Балу» поблизу Дебальцеве; бойові дії під Красною Талівкою у Луганській обл.; захоплення терористів поблизу с. Дякове на Луганщині.
У жовтні 2017 року Віктор наважився на експеримент і разом з групою «МЕРІ» зробив концертну програму з оркестром. У Львові виступ відбувся разом з колективом Lviv Jazz Orchestra (офіційне відео з концерту), в Івано-Франківську — з оркестром Harmonia Nobile.
Віктор Винник пише пісні для багатьох відомих українських виконавців. Серед них: Андріана (зокрема, пісня «В нашому серці» [Архівовано 23 грудня 2018 у Wayback Machine.]), «Kozak System» (пісня «Така, як літо»), «TaRuta» (пісня «Любов і музика»), Ростислав Кушина (зокрема, пісня «Волонтер»), Олеся Киричук («Іменем кохання») та інші.
У 2017 році Віктор Винник видав свою дебютну книжку «90/60/90. Без імен» [Архівовано 3 вересня 2018 у Wayback Machine.]. Вона є до певної міри автобіографічною, бо автор описує в ній цікаві історії свого шкільного і студентського життя, яке пройшло у 1990-ті роки.
З піснею Слово Війна [Архівовано 13 червня 2021 у Wayback Machine.] долучився до акції "Так працює пам'ять", присвяченої пам'яті Данила Дідіка і всім, хто віддав життя за незалежність України.
У березні 2020 року відбувся реліз п'ятого альбому групи «МЕРІ» під назвою «Снайпери-Амури».
10 травня 2022 У Львові в LV CAFE jazz-club в рамках проєкту «Український мистецький фронт» Віктор Винник провів благодійний акустичний концерт «Я з України» на підтримку українського війська.

## Громадянська позиція
Віктор Винник не проводить жодних виступів у Росії. Пісні пише виключно українською мовою. Не належить до жодної політичної партії.
З початком російсько-української війни на сході України Віктор почав писати більше пісень на суспільно-політичну тематику. У 2014—2017 роках були написані кілька пісень про війну, у тому числі, присвячені військовим, воїнам-добровольцям, волонтерам: «Падала зоря», «На шматки», «Good bye, Russia», «Наш кордон», «Про них».
У пісні «Я Z України» [Архівовано 24 січня 2020 у Wayback Machine.], написаної ще у 2011 році, Віктор Винник підняв тему тотальної русифікації України. Пісня набула широкого розголосу у листопаді 2016 році після введення її в ротацію кількома загальноукраїнськими радіостанціями у день набуття чинності закону про квоти на українську музику в ефірі радіостанцій.
Навесні 2017 року Віктор Винник долучився до соціально-мистецького проекту «Пісні війни», де разом з ветераном АТО Богданом Ковальчиним виконав пісню «На схід» [Архівовано 24 квітня 2019 у Wayback Machine.] і взяв участь у зйомках кліпу на цю композицію.
Восени 2017 року Віктор зняв кліп на пісню «Про них» [Архівовано 18 січня 2018 у Wayback Machine.], присвячену українським добровольцям, які воюють на сході України. Кліп знімали у селі Широкине, безпосередньо на позиціях української добровольчої армії (УДА). Всі герої кліпу — справжні бійці УДА і волонтери.

## Дискографія
НеМо
- «Ти НЕ МОя» — 1998 рік
- «Пташка» — 2000 рік
- «Море Любові» — 2003 рік

МЕРІ
- Мерідіани (2007)
- Війни в прямому ефірі (2010)
- Кулями Любов… (2014)
- Я z України (2016)
- Снайпери-Амури (2020)

## Відеографія
Немо
- «Ти не моя»
- «Пташка»
- «Вогні великого міста»
- «SOS»
- «Незнайомий брат»

МЕРІ
| Рік  | Назва               | Відео                                             |
| ---- | ------------------- | ------------------------------------------------- |
| 1999 | Тепер ти Ангел      | [Архівовано 10 травня 2019 у Wayback Machine.]    |
| 2006 | Ромео               | [Архівовано 3 травня 2019 у Wayback Machine.]     |
| 2006 | Мерідіани           | [Архівовано 24 березня 2020 у Wayback Machine.]   |
| 2007 | Бандити             | [Архівовано 2 квітня 2015 у Wayback Machine.]     |
| 2007 | Kiss на біс         |                                                   |
| 2007 | One more kiss(RMX)  |                                                   |
| 2007 | Місто               | [Архівовано 8 травня 2019 у Wayback Machine.]     |
| 2008 | Не Віталік          | [Архівовано 1 червня 2019 у Wayback Machine.]     |
| 2008 | Не Віталік (RMX)    | [Архівовано 9 травня 2019 у Wayback Machine.]     |
| 2010 | Лялька              | [Архівовано 8 травня 2019 у Wayback Machine.]     |
| 2010 | Прощатися           | [Архівовано 8 травня 2019 у Wayback Machine.]     |
| 2012 | Сестра              | [Архівовано 3 січня 2014 у Wayback Machine.]      |
| 2013 | Ніжно               | [Архівовано 1 березня 2014 у Wayback Machine.]    |
| 2013 | Незнайомий мій брат | [Архівовано 19 листопада 2018 у Wayback Machine.] |
| 2016 | Miss                | [15]                                              |
| 2016 | Миколай             | [16]                                              |
| 2017 | Чому болиш?         | [17]                                              |
| 2017 | Наш кордон          | [18]                                              |
| 2017 | Теплий дощ          | [19]                                              |
| 2017 | Про них             | [20]                                              |
| 2018 | Просто прощай       | [21]                                              |
| 2018 | Снайпери-амури      | [22]                                              |
| 2019 | Осінь               | [23]                                              |

## Інтереси
Музика, живопис, класична та сучасна література, спорт (гірські лижі, плавання).
Найбільше захоплення — люди. «Люблю пізнавати людей. Особливо цікавлять ті, хто знає і вміє те, чого не знаю я»

## Відзнаки

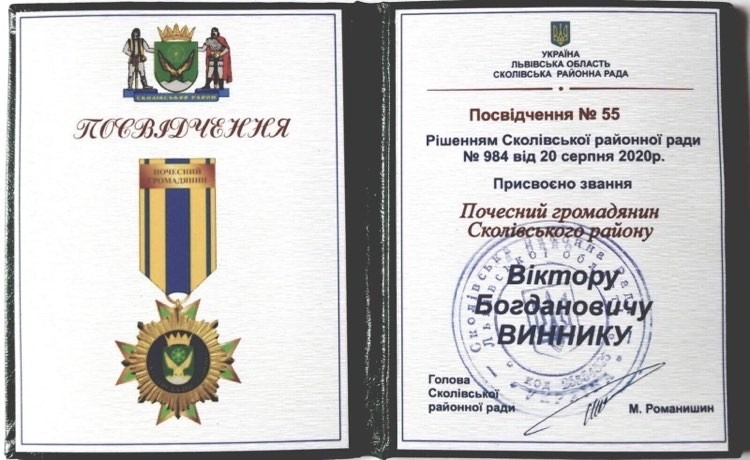
Посвідчення почесного громадянина Сколівського району

Рішенням Сколівської районної ради № 984 від 20 серпня 2020 Віктору Виннику надане звання Почесний громадянин Сколівського району. Вручене посвідчення № 55.